# 長征十號系列火箭
长征十号，又称新一代载人运载火箭、CZ-5DY、"921火箭"，是根据中国航天的未来发展需要而于2023年全面启动研制的一型载人運載火箭系统，主要发射载荷为中国的夢舟载人飞船。长征十号预计2027年前后首飞，届时将大幅提升中国的运载火箭技术水平和空间运载能力。现任总设计师为张智。
长征十号有基本型和无助推构型两种子型号：基本型采用三级构型，CBC通用芯级串联式设计，地月转移轨道运载能力≥27吨，可发射深空版夢舟载人飞船和攬月着陆器，用于载人月球探测等一系列深空探测任务；无助推构型为二级火箭，没有助推器，可重复使用，近地轨道运载能力≥14吨，可发射近地版夢舟载人飞船，用于中国空间站人员、货物运输任务。

## 命名
在长征系列运载火箭中，“长征十号”这一序号起初是作为代号被用于原本为配合714工程而计划研制的一系列“新长征系列运载火箭”中的重型运载火箭型号，该火箭原定具有50吨至150吨的近地轨道运载能力，用于近地轨道上的重型货运任务或载人登月任务，计划于1975年首飞，其研制计划后来随着714工程的搁置而不了了之。此后，“长征十号”的名称在2023年2月24日于国家博物馆举办的“逐梦寰宇问苍穹——中国载人航天工程三十年成就展”上再度出现，作为新一代载人运载火箭的正式名称使用。

## 概要
新一代载人运载火箭是根据中国载人航天工程发展规划，为发射中国新一代载人飞船而全新研制的高可靠、高安全的载人火箭，其首次公开是在2018年11月举行的第十二届中国国际航空航天博览会上。新一代载人运载火箭将按照载人飞行的最高安全标准设计，奔月轨道运载能力满足25吨级载人飞船要求，未来可用于载人月球探测。
2022年2月在中国国家博物馆举办的"中国载人航天工程三十年成就展"上，新一代载人运载火箭的模型被标注为“长征十号”，随后中国航天科技集团发布的文章也采用了“长征十号”的称呼。

### 组成
长征十号的基本型由助推器、芯一级、芯二级、芯三级、逃逸塔及整流罩组成，芯一级直径5.0米，安装7台发动机；芯二级直径5.0米，安装2台发动机；芯三级直径5.0米，安装3台发动机。
长征十号基本型全长92.5米，其芯级直径与长征五号的芯级一致，但高度比长征五号高近三分之一。基本型的起飞重量约2189吨，起飞推力约2678吨，奔月轨道运力不小于27吨。其无助推构型全长约67米，起飞重量约740吨，起飞推力约892吨，近地轨道运载能力不小于14吨，且一子级具备重复使用功能。

### 特性
长征十号运载火箭采用的新型技术包括泵后摆高压补燃发动机、高安全逃逸系统、轻质高强度新材料。
长征十号采用模块化设计，可以与多种模块组合使用形成近地轨道40吨至70吨，地球同步轨道10吨至32吨的系列化型谱，近期可以用于载人月球探测工程中的环月、绕月等演示验证任务，未来则可以和长征九号运载火箭组合使用建立月球基地，实现月球可持续开发利用。

## 研制进展
- 2017年

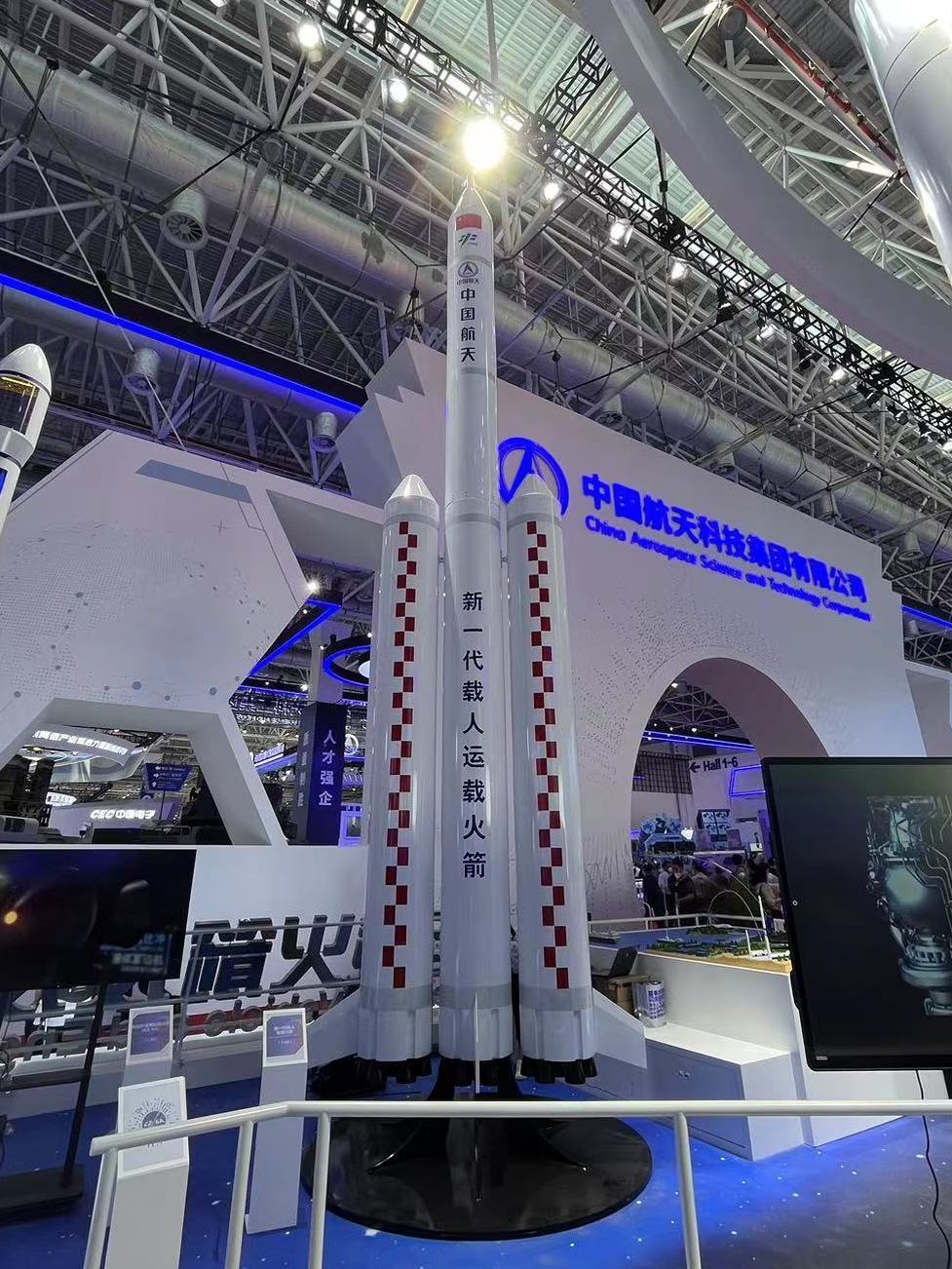
2022年珠海航展上展出的新一代载人运载火箭模型，当时尚未命名“长征十号”

  - 中国航天科技集团一院启动新一代载人运载火箭预先研究。[13]
  - 中国航天科技集团六院完成一级发动机YF-100K首次试车。[13]
- 2018年
  - 6-7月，中国航天科技集团六院完成二级发动机YF-100M三次试车。[13]
  - 11月，在第十二届珠海航展上，新一代载人运载火箭模型首次亮相。[13]
- 2019年
  - 9月，中国航天科技集团一院宣布首件5米直径的锥底结构贮箱研制成功，实现15%减重。[13]
  - 10月，中国航天科技集团一院的“5米直径模块新一代载人火箭总体技术与工程应用”项目顺利通过载人航天工程办公室组织的验收评审，评审认为此成果可用于新一代载人运载火箭工程研制。[13]
  - 11月，中国航天科技集团一院宣布世界最大直径（5米级）的液氧煤油共底贮箱研制成功，初步具备应用于未来新型火箭的条件。[13]
- 2020年
  - 10月，《载人航天》杂志介绍新一代载人运载火箭第一级并联安装7台新型液氧煤油发动机的推力传递结构方案已完成全尺寸结构样机制造及7台发动机推力载荷静力试验。[13]
- 2022年
  - 6月14日，中国航天科技集团六院101所完成三级发动机YF-75E首次长程点火试验[14]。
  - 7月28日，中国航天科技集团一院702所完成多机并联静动联合试验[15]，标志着该发动机具备转入初样研制阶段的条件。
  - 7月29日，中国航天科技集团六院101所完成三级发动机YF-75E整机高工况长程试验[14]。
  - 9月-10月，中国航天科技集团六院完成采用大尺寸钛合金喷管延伸段方案的二级发动机YF-100M3次共650秒的试车（其中10月27日完成300秒长程试车），通过105%高工况、高混合比考核，发动机各项指标基本满足总体要求。这标志着该型发动机关键技术已全部突破，为中国新一代载人火箭的顺利研制奠定了基础[16][13]。
  - 10月，中国航天科技集团六院完成三级发动机YF-75E累积试车已超万秒。[13]
  - 11月26日，中国航天科技集团六院完成一级发动机YF-100K首台两次起动试车试验，标志着中国在重复使用发动机高压补燃两次点火、低入口压力起动、连续变推力等核心关键技术上取得突破性进展。[13]
  - 11-12月，中国航天科技集团六院完成一级发动机YF-100K“不下台”连续4次试车，累计2100秒，单台累计工作时长超8倍任务时间。该台发动机是首台按飞行状态配套的产品，试车成功标志着该型发动机研制进入新阶段，拉开了由研制转向交付的序幕。[13]
- 2023年
  - 2月24日，在国家博物馆举办的“逐梦寰宇问苍穹——中国载人航天工程三十年成就展”上，新一代载人运载火箭首次公开命名为“长征十号”。[13]
  - 3月29日，首件八通蓄压器成功通过冷冲击试验和1.4兆帕液压试验，该部件用于长征十号芯一级氧输送系统。[13]
  - 5月19日前，中国航天科技集团一院圆满完成新一代载人运载火箭栅格舵展开试验。该项试验是新一代载人火箭在原理验证阶段开展的首项机构类地面试验，主要验证栅格舵方案设计的正确性。栅格舵是一种火箭气动控制机构，被称为火箭的“小翅膀”，其展开后能够保持箭体姿态稳定，帮助火箭子级精准回归地面。[17]。
  - 5月28日，中国航天科技集团六院完成一台一级发动机YF-100K第六次试车，其累计试车时长达到了3300秒，再次创造了中国百吨级发动机单台试车的新纪录。发动机工作时长超10余倍任务时间，再次验证了发动机的工作可靠性。[13]
  - 5月29日，载人航天工程办公室正式宣布载人月球探测工程登月阶段任务已启动实施，其中长征十号作为工程飞行产品已启动研制。[18]
  - 6月12日，中国航天科技集团六院完成一级发动机YF-100K第八次试车，该台发动机累计试车时长达到了4400秒，再次刷新中国百吨级火箭发动机单台试车时长纪录。[19]
  - 7月22日，中国航天科技集团六院完成一级发动机YF-100K飞行任务剖面验证试车。[20]
- 2024年
  - 2月24日，长征十号全面进入初样研制阶段。[21]
  - 6月14日，长征十号系列运载火箭成功完成一子级动力系统试车，三台YF-100K发动机同时点火，试车过程中发动机正常启动、稳定工作、定时关机，各项参数测试正常。这是长征十号系列运载火箭首次系统级大型地面试验，对一子级增压输送系统与发动机的匹配性、推进剂加注流程、多机并联传力和环境特性等技术进行了充分验证。[22]
  - 7月，长征十号运载火箭成功完成三子级YF-75E氢氧发动机高空模拟试车。[23][24]
  - 11月，中国航天科技集团一院完成长征十号系列火箭整流罩分离试验。[25]
- 2025年
  - 8月15日，长征十号系列运载火箭系留点火（静态点火）试验在文昌航天发射场实施，一台长征十号一子级试验产品同时点燃七台发动机，推力规模达到近千吨。试验持续约30秒，考核了一子级七台并联发动机在额定工况和高工况下的同时工作能力，最终取得圆满成功。[26]

## 参数
| 招标单位              | 中国载人航天工程办公室                   | 中国载人航天工程办公室                   |
| 研制单位              | 中国运载火箭技术研究院（总设计师：张智） | 中国运载火箭技术研究院（总设计师：张智） |
| 子型号                | 基本型（CZ-10）                          | 无助推构型（CZ-10A）                     |
| 主要用途              | 中国载人登月任务                         | 中国空间站人/货运输任务                  |
| 主要载荷              | 梦舟载人飞船（深空版） 揽月着陆器        | 梦舟载人飞船（近地版） 货运飞船          |
| 主要目标轨道          | 地月转移轨道                             | 近地轨道                                 |
| 目标轨道运载能力      | ≥27吨                                    | ≥14吨（一级回收时）                      |
| 复用能力              | 否                                       | 一级可回收重复使用                       |
| 全箭总长              | 92.5米                                   | 67米                                     |
| 级数                  | 三级半火箭                               | 二级火箭                                 |
| 起飞重量              | 2187吨                                   | 740吨                                    |
| 起飞推力              | 26,250千牛頓（2,677公噸力）              | 8,750千牛頓（892公噸力）                 |
| 直径                  | 5米                                      | 5米                                      |
| 助推器数量            | 2个                                      | 无                                       |
| 一级/助推器模块发动机 | 每个模块7台YF-100K/L，共21台             | 一级7台YF-100N                           |
| 二级发动机            | 2台YF-100M                               | 1台YF-100M                               |
| 三级发动机            | 3台YF-75E                                | 无                                       |
| 目前状态              | 立项研制中                               | 立项研制中                               |
| 首飞时间              | 2027年                                   | 2026年                                   |

## 发射记录

### 计划中
从火箭研制角度出发，与长征二号F运载火箭发射神舟载人飞船的历史类似，长征十号的前几次发射将会是无人飞行验证，之后才会进行载人发射。
从发射载荷角度出发，目前已知长征十号将会执行若干载人月球探测工程任务，包括：梦舟飞船近地轨道试验任务、梦舟飞船无人绕月任务、揽月着陆器无人着陆任务、梦舟飞船载人绕月任务以及载人登月任务；近地版梦舟飞船投入使用后，将由长征十号甲负责发射；此外，还有计划将长征十号甲用于天舟货运飞船发射任务。
| 计划中   | 计划中   | 计划中            | 计划中         | 计划中                          | 计划中       | 计划中   |
| 飞行次序 | 火箭序号 | 起飞时间（UTC+8） | 发射工位       | 有效载荷                        | 轨道         | 备注     |
| -------- | -------- | ----------------- | -------------- | ------------------------------- | ------------ | -------- |
| （不详） | （不详） | 2027年            | 文昌航天发射场 | 揽月着陆器                      | 地月转移轨道 | 无人登月 |
| （不详） | （不详） | 2027年            | 文昌航天发射场 | 梦舟Y载人飞船 航天员：无        | 地月转移轨道 | 无人绕月 |
| （不详） | （不详） | 2028年            | 文昌航天发射场 | 梦舟Y载人飞船 航天员：待定      | 地月转移轨道 | 载人绕月 |
| （不详） | （不详） | 2028年            | 文昌航天发射场 | 揽月着陆器                      | 地月转移轨道 | 载人登月 |
| （不详） | （不详） | 2029年            | 文昌航天发射场 | 梦舟Y载人飞船 航天员：3人，待定 | 地月转移轨道 | 载人登月 |